# Five Letters
Five Letters est un groupe français composé de Claude Vallois et Denis Desrouvres.
Bernard Minet a participé à l'enregistrement en tant que batteur.

## Discographie
- 1977 : Shad Ap
- 1979 : Got got Money
- 1980 : Yellow Nights
- 1980 : Ma Keen Dawn
- 1982 : You Sky Me
- 1983 : Alone
- 1985 : Lady Lane
- 1990 : I’m in Love